# Dicranota (Dicranota) nipponica
Dicranota (Dicranota) nipponica is een tweevleugelige uit de familie Pediciidae. De soort komt voor in het Palearctisch gebied.